# Westerwald-Brauerei H. Schneider
La Westerwald-Brauerei H. Schneider GmbH & Co. KG est une brasserie à Hachenburg, en Rhénanie-Palatinat, qui brasse et vend ses bières sous les marques "Hachenburger" et "Westerwald Bräu".
Les bières de la brasserie familiale sont principalement vendues dans le Westerwald et les régions voisines à la gastronomie et aux détaillants spécialisés et alimentaires. L'eau de brassage provient de notre propre source dans la réserve naturelle de Rothbachtal.

## Histoire
La brasserie est fondée en 1861 par le brasseur Heimborn Heinrich Schneider sous le nom de Brauerei H. Schneider dans le Grünschen Hof. En novembre 1902, la brasserie commence à faire de la pils. En 1909, Schneider cède la brasserie à son fils Heinrich. Dans le même temps, la société est rebaptisée Westerwald-Brauerei H. Schneider. Le changement de nom va de pair avec l'objectif stratégique de devenir la brasserie du Westerwald au-delà de Hachenburg. Cependant, en raison de la Première Guerre mondiale et des conséquences de la guerre, la brasserie reste au niveau d'une brasserie locale.
En 1948, la troisième génération, Heinrich et Rudolf Schneider, prend la direction de la brasserie. La production annuelle à cette époque est de 4 000 hl par an. En 1981, la production est à 180 000 hl par an. À partir de 1982, Heiner Schneider, la quatrième génération, dirige l'entreprise. En plus du Westerwald, la zone de distribution comprend également pour la première fois les régions voisines au nord. En tant que l'une des premières brasseries ouest-allemandes, la brasserie commence la Schwarzbier en 1994. Les productions chutent dans les années 1990 à 2000.
En raison d'un incendie dans la cave de stockage de la brasserie en septembre 2006, elle doit être reconstruite. Jens Geimer, la cinquième génération, dirige la brasserie depuis 2009. En 2011, la brasserie cesse d'utiliser des houblons amers et depuis lors, elle ne brasse qu'avec des houblons aromatiques purs et laisse les bières mûrir pendant 6 semaines.

## Production
- Hachenburger Pils (degré d'alcool 4,9 %)
- Hachenburger Weizen (degré d'alcool 5,1 %)
- Hachenburger Schwarze (schwarzbier, degré d'alcool 4,8 %)
- Hachenburger Zwickel (zwickelbier, degré d'alcool 5,1 %)
- Hachenburger Festbier (Degré d'alcool 5,5 % vol.) (saisonnière)
- Westerwald-Bräu (bière complète de fermentation basse, degré d'alcool 5,2 %)
- Hachenburger Hell (selon la méthode de brassage bavaroise, degré d'alcool 4,8 vol.)
- Hachenburger Natur-Radler (boisson mélangée à teneur réduite en alcool et limonade naturelle, degré d'alcool 2,1 % vol.)
- Hachenburger Weizen Alkoholfrei (isotonique et à énergie réduite)
- Hachenburger Malz (Malztrunk sans alcool)
- Hachenburger Alkoholfrei (pils sans alcool)
- Hachenburger Radler Alkoholfrei (Boisson mélange de pils sans alcool et limonade)
- Hachenburger Brauer-Power (trois variétés servies que dans la brasserie)
- Hachenburger Frühlings-Bock (saisonnière)
- Hachenburger Special (saisonnière)
- Wäller Landbier (n'est servie que dans la brasserie)
- Kalter Kaffee (appellation régionale d'un mélange cola/orange)

Les produits sont disponibles dans des NRW-Flasche et des Longneckflasche ainsi que des Drittel-Flasche. Depuis avril 2014, il existe également des bouteilles de 0,5 cl.